# Estação Tezozómoc
A Estação Tezozómoc é uma das estações do Metrô da Cidade do México, situada na Cidade do México, entre a Estação El Rosario e a Estação UAM-Azcapotzalco. Administrada pelo Sistema de Transporte Colectivo, faz parte da Linha 6.
Foi inaugurada em 21 de dezembro de 1983. Localiza-se no cruzamento da Avenida Ahuehuetes com a Avenida Sauces. Atende o bairro Pasteros, situado na demarcação territorial de Azcapotzalco. A estação registrou um movimento de 2.031.143 passageiros em 2016.